# Nova Olinda (kommun i Brasilien, Paraíba)
Nova Olinda är en kommun i Brasilien.   Den ligger i delstaten Paraíba, i den östra delen av landet, 1 400 km nordost om huvudstaden Brasília. Antalet invånare är 6 070.
Omgivningarna runt Nova Olinda är huvudsakligen savann. Runt Nova Olinda är det ganska tätbefolkat, med 52 invånare per kvadratkilometer.